# Código de Conduta de Haia contra a Proliferação de Mísseis Balísticos

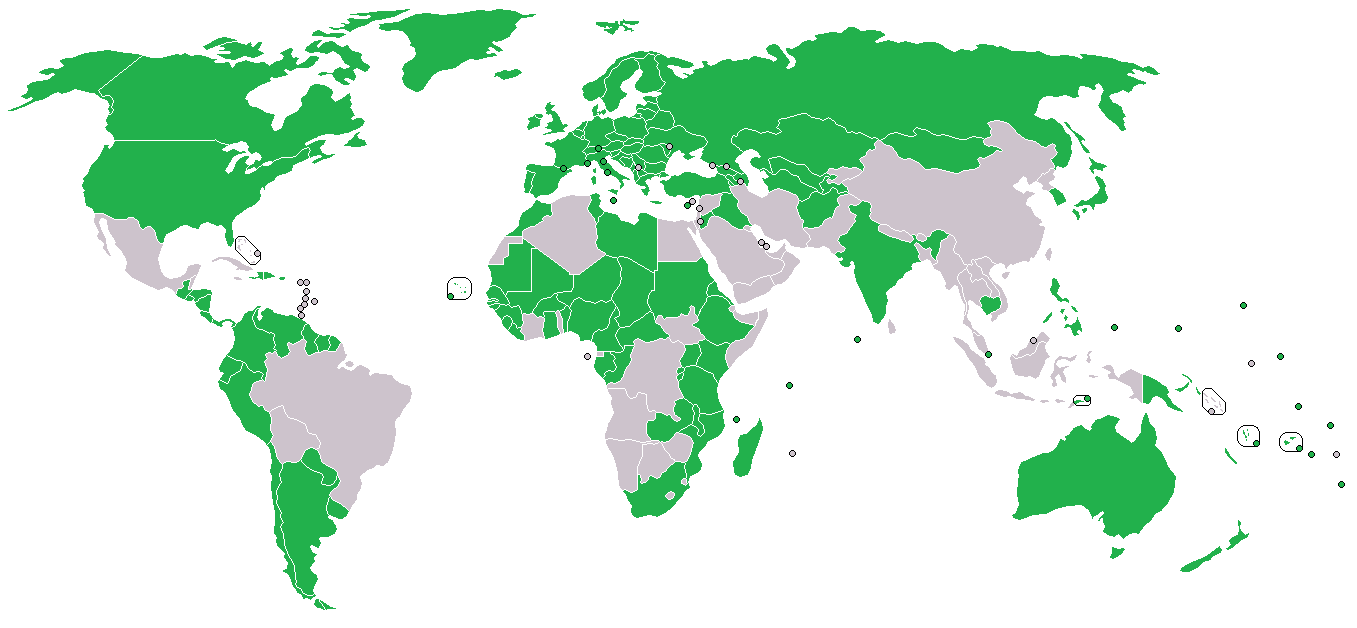
Integrantes do Código de Conduta de Haia contra a Proliferação de Mísseis Balísticos.

O Código Internacional de Conduta contra a Proliferação de Mísseis Balísticos, também conhecido como Código de Conduta de Haia ou Hague Code of Conduct (HCOC), foi estabelecido em 25 de novembro de 2002 como um arranjo para prevenir a proliferação de misseis balísticos.
O HCOC é o resultado de esforços internacionais para regular o acesso a mísseis balísticos que podem lançar armas de destruição em massa. O HCOC é o único código multilateral na área de desarmamento adotado nos últimos anos. É o único instrumento normativo para verificar a propagação de mísseis balísticos. O HCOC não proíbe mísseis balísticos, mas exige contenção em sua produção, teste e exportação.
Conforme acordado pela conferência em Haia, a Áustria atua como o Contato Central Imediato (Secretariado Executivo) e, portanto, coordena a troca de informações do HCOC.
Para criar um elo entre a ONU e o HCOC, que não foi negociado no âmbito da ONU, foi apresentada uma Resolução sobre o HCOC no decurso da 59ª, bem como nas 60ª e 63ª sessões do Assembleia Geral das Nações Unidas na Cidade de Nova Iorque.
Desde a entrada em vigor do HCOC, foram realizadas dezesseis Conferências de Estados Assinantes do HCOC. A 16ª Reunião Ordinária dos Estados Assinantes do HCOC ocorreu de 6 a 7 de junho de 2017 sob a presidência do Embaixador Marek Szczygieł da Polônia.
A Índia aderiu ao HCOC em 1 de junho de 2016.
Embora o Regime de Controle de Tecnologia de Mísseis (MTCR) tenha uma missão semelhante, este regime é um grupo de controle de exportação de tecnologia com apenas 35 membros. 

## Associação
Desde a assinatura e entrada em vigor do Código HCOC em novembro de 2002 em Haia, (Holanda) o número de signatários aumentou de 96 para 138, sendo 136 estados membros da ONU, as Ilhas Cook e a Santa Sé. A Índia, que aderiu em 1 de junho de 2016, é o mais recente signatário do HCOC.
Atualmente, os seguintes estados não são assinantes:
- México, Bolívia, Cuba, Belize, Bahamas, Jamaica, Santa Lúcia, São Vicente e Granadinas, Granada, Barbados, Trinidad e Tobago;
- Argélia, Egito, Djibouti, Somália, Sudão do Sul, Costa do Marfim, Togo, Guiné Equatorial, São Tomé e Príncipe, Angola, Namíbia, Botswana, Lesoto, Suazilândia, Maurício, Zimbábue;
- Israel, Síria, Líbano, Arábia Saudita, Kuwait, Catar, Bahrein, Emirados Árabes Unidos, Omã, Iêmen, Irã;
- Quirguistão, Paquistão, Butão, Nepal, Sri Lanka, Mianmar, Laos, Vietnã, Tailândia, Malásia, Indonésia, Taiwan, Coreia do Norte;
- Ilhas Salomão, Nauru, Niue.

## Ligações Externas
- Texto do Tratado